# توکای گلوسرخ
توکای گلوسرخ (نام علمی: Turdus ruficollis) پرنده‌ای از خانواده توکایان است. گاهی به عنوان یکی از زیرگونه‌های یک گونه چندگانه در نظر گرفته می‌شود، توکای گلوسیاه سپس زیرگونه دیگر. رویه‌های جدیدتر این دو را به عنوان گونه‌های جداگانه در نظر می‌گیرند. نام علمی از واژهٔ لاتین توردوس به معنی "توکاً است و روفیکولی خاص از روفوس به معنای "قرمز" وکولیس به معنای "گردن" مشتق شده‌است.
توکای گلوسرخ یک گونه مهاجر دیرین‌شمالگان است. در سیبری شرقی تا منچوری شمالی در زمستان تا غرب چین، میانمار و شمال شرقی هند زادآوری می‌کند. دامنه پراکنش آن با توکای گلوسیاه که بیشتر در غرب زادآوری می‌کند همپوشانی دارد. این توکای بزرگ با پشتی خاکستری ساده و زیربال‌های مایل به قرمز است. نر بالغ گلوی قرمز دارد. ماده‌ها و پرندگان جوان بدون پیش‌بند هستند، اما زیرتنه آنها با رگه‌های سیاه است. این گونه پرنده سرگردان بسیار نادر به اروپای غربی است.